# بیشه‌مرغ نوک‌سربالا
بیشه‌مرغ نوک‌سربالا (نام علمی: Clytoctantes alixii) نام یک گونه از سرده بیشه‌مرغ‌ها است.